# Capitina schaerfiae
Capitina schaerfiae  (англ.) — вид хищных лёгочных улиток из семейства Rhytididae (Rhytidoidea, Stylommatophora, Gastropoda). Эндемики Южной Африки (Западно-Капская провинция). Встречаются в лесной подстилке и под камнями на высотах 350—400 м. тело серое или коричневое. Диаметр ракушек до 3 см. Формула радулы 1+~30. Питаются другими моллюсками.